# Урунбаев, Асомиддин Урунбаевич
Асомиддин Урунбаевич Урунбаев (15 мая 1929, Ташкент – 2009, Ташкент) — узбекский историк-востоковед и источниковед, доктор исторических наук, профессор, заслуженный деятель науки Узбекистана, лауреат Государственной премии имени Беруни.

## Биография
А. Урунбаев родился 15 мая 1929 г. в Ташкенте в семье служащего. В 1950 г. окончил восточный факультет САГУ.
В 1953 г. он начал работать в Институте востоковедения АН УзССР. С июля 1969 г. по декабрь 1973 г. А. Урунбаев заведовал сектором изучения и публикации письменных памятников XIV—XV вв., с января 1974 г. по июнь 1975 г.— отделом изучения и публикации письменных памятников, а с июля 1975 г. по 1987 год отделом научного описания восточных рукописей.
В 1961 г. А. Урунбаев защитил в Институте востоковедения АН УзССР кандидатскую диссертацию «Путевые записки Абдарраззака Самаркандн о его поездке в Индию в 1442—1444 гг.», а в 1984 г. защитил докторскую диссертацию «Письма-автографы Абдаррахмана Джами из «Альбома Навои» как исторический источник».
16 ноября 1987 г. он был избран на должность директора Института востоковедения АН УзССР и занимал эту должность до 1993 года. Заслуженный деятель науки Узбекистана (2001).
Он внес весомый вклад в источниковедческое изучение письменного наследия народов Средней Азии и стран Востока XV в., особенно в изучении наследия А.Джами А. Урунбаев являлся редактором ряда монографий и каталогов восточных рукописей АН УзССР на русском и узбекском языках. Научная деятельность А. Урунбаева формировалась по двум направлениям: научное описание и каталогизация восточных рукописей и источниковедческое изучение письменного наследия народов Востока.
Был членом восточной секции Археографической комиссии АН СССР, членом Бюро научного Совета АН СССР по программе «Исторические пути развития народов Азии, Африки и Латинской Америки», членом бюро ОИЯЛ АН УзССР, председателем Узбекского отделения Всесоюзной ассоциации  востоковедов.
Лауреат Государственной премии имени Беруний (1989). Заслуженный деятель науки Республики Узбекистан (2001). Награжден почетной грамотой и несколькими медалями Республики Узбекистан.
Скончался в 2009 году.

## Труды
- «Путевые записки Абдарраззака Самаркандн о его поездке в Индию» (Ташкент, 1960, на узб. яз.).
- «Письма-автографы Абдаррахмана Джами из «Альбома Навои» (Ташкент, 1982, на рус. яз.).
- Gross, J. A., & Urunbaev, A. (2002). The Naqshbandīya and Khwāja ‘Ubayd Allāh Aḥrār. The Letters of Khwāja ‘Ubayd Allāh Aḥrār and His Associates. Persian text edited by Asom Urunbaev. English translation with notes by Jo-Ann Gross. Introductory essays by Jo-Ann Gross and Asom Urunbaev. London, Boston, Köln: Brill.
- Gross, Jo-Ann, and Asam Urunbaev. "The Letters of Khwāja ʾUbayd Allāh Aḥrār and his Associates." In The Letters of Khwāja ʾUbayd Allāh Aḥrār and his Associates. Brill, 2021.